# Bambusa clavata
Bambusa clavata är en gräsart som beskrevs av Christopher Mark Adrian Stapleton. Bambusa clavata ingår i släktet Bambusa och familjen gräs. Inga underarter finns listade i Catalogue of Life.